# Парк Гаврила Принципа
Парк Гаврила Принципа (Финансијски парк до 2017) је најстарији парк на подручју града Београда. Парк постоји од 1836. године, а 1864. године проглашен је првим јавним парком у Београду. Парк данас покрива површину од 1,95 хектара, док је кроз историју био знатно већи.

## Локација и карактеристике парка
Парк се налази у насељу Савамала, у општини Савски венац. Простире се између улица кнеза Милоша на истоку, Адмирала Гепрата на северу, Балканске на западу и Немањине улице на југу. Између парка налази се зграда Владе Републике Србије, Министарство финансија Републике Србије, Врховни касациони суд Републике Србије и Амам кнеза Милоша, споменик културе, саграђен 1836. године.

## Име и историја
Резиденција кнеза Милоша у центру Београда налазила се недалеко од Саборне цркве, где је данас Зграда Патријаршије. Док су Турци и даље боравили на београдској тврђави, како би се кретао даље од њих, Милош Обреновић је 25. августа 1829. године започео изградњу нове резиденције. Изабрао је ненастањено подручје дуж пута Топчидер, данашње улице кнеза Милоша. Резиденција планирана за боравак његових синова Милана и Михаила Обреновића, завршена је 1836. године и обухватала је велику башту, језгро будућег парка. Изграђена зграда је имала један спрат, дуга и пространа корисила је кнезу Милошу за забаву и пријеме страних гостију.
 У то време, Београђани су парк који се простирао кроз имање Обреновића називали Совјетски парк и Парк већа пошто је био затворен за јавност. Након што су Милан и Михаило Обреновић отишли у иностраство, парк су предали држави, а она га је дала Министарству финансија Републике Србије, па је тако парк постао познат као Финансијски парк. Парк је грађен у енглеском стилу.
Кнез Михаило Обреновић се на престо вратио 1860. године, а јула 1864. године Финансијски парк проглашен је народним парком, односно првим јавним парком у Београду.
Део парка је срушен 1889. године, када се зидала зграда Министарства финансија и 1926. године када је започела изградња зграде садашње Владе Републике Србије. У августу 1923. су освећени темељи зграде Дирекције државних дугова, између Државног савета и Државног рачуноводства. Парк је претрпео велику штету током немачког бомбардовања Београда 1941. године. Иако је савремени парк на својој изворној локацији, изглед данашњег парка полази тек од периода после Другог светског рата.
Комплетна реконструкција парка извршена је 2004. године, након чега је у парку постављен споменик кнезу Милошу. Још једна реконструкција је уследила 2011. године, док је 2015. године изграђен споменик Гаврилу Принципу. Скупштина града Београда званично је 18. априла 2017. године променила име парка у Парк Гаврило Принцип.

## Галерија
- Амам кнеза Милоша
- Споменик кнезу Милошу у парку
- Статуа Гаврила Принципа
- Парк у јесен